# Kira Nerys
Pułkownik Kira Nerys – postać fikcyjna, bohaterka serialu Star Trek: Deep Space Nine. Kira Nerys jest przedstawicielem rasy Bajoran, pełni rolę pierwszego oficera na stacji Deep Space Nine. Odtwórcą jej roli jest Nana Visitor.